# Мауна
Ма́уна (IAST: mauna) — аскетическая техника медитации, обет молчания (священное молчание) в дхармических религиях и йоге; состояние отсутствия мысли во время интенсивного пребывания человека в собственном внутреннем самоисследовании (атма-вичара). 

## Принцип мауны в общении
Принцип мауны в общении (дисскусиях, риторике) заключается в контроле речи, устранении пустых и «праздных разговоров» и необдуманных слов (пустословие).

## Различные виды мауны
- Ванг-мауна — контроль речи.
- Каштха-мауна — полный отказ человека от физических действий.
- Сушупти-мауна — является равенством между проницательностью и молчанием ума совместно с идеей того, что вся Вселенная не что иное как Брахман, после твёрдой уверенности в иллюзорности этого мира.
- Маха-мауна — ментальное молчание (Брахман является воплощением безмолвия).

## Муни — практикующий мауну
Му́ни (санскр. मुनि, muni) — «святой молчальник», практикующий обет молчания (мауна) в дхармических религиях и йоге. Для муни было не характерно транслировать свой трансцендентный опыт широкому кругу людей. Они широко не проповедовали, практиковали уход из социума — т. е. «хранили тишину», были «не слышны».

### Этимология слова «муни»
Термин «муни» развивался из санскритского корня «man» — означающего «думать, размышлять, созерцать, медитировать» (действия, которые осуществляются беззвучно). 

### Известные духовные подвижники практиковавшие мауну
- Махатма Ганди — еженедельно практиковал однодневную мауну. День молчания он посвящал чтению, размышлению, письменному изложению мыслей.

### Виды муни
- Муни — философ, великий мыслитель, образованный учёный; человек глубокомысленный, серьёзный (или молчаливый), твёрдо следующий своим обетам.
- Муни — мудрец, аскетичный отшельник и святой, пребывающий в молчании и покое; тот, кто говорит крайне редко и стремится к неподвижности ума (самадхи).
- Муни — бессмертный провидец, в духовной силе уступающий только риши (саптариши). Иногда этим термином называют одних и тех же святых, например, Агастья Муни или Нараду. Но если делать акцент на отличиях, то муни больше связаны с аскетизмом и образом жизни отшельников, тогда как риши были, как правило, грихастхами.

### Духовная традиция муни
Традиция риши и традиция муни не исключали друг друга полностью. Упоминания муни, хотя и немногочисленные, встречаются в древнейших ведических писаниях, а единственный посвященный им полностью ведический гимн «Кеши-сукта», описывает молчащих аскетов с уважением и явной симпатией.
Муни, в отличие от брахманов и риши, практически не занимались карма-кандой, включающей в себя проведение огненных ритуалов. Их практике была больше свойственна джняна-канда (например: дхарана и дхьяна). От муни и произошли санньяси (садху в санньясе), авадхуты, сиддхи, натхи, чья практика в большей степени соответствовала ниргуна-бхакти.
Если говорить о связи риши и муни с йогической традицией натхов, то среди почитаемых натхами чаураси-сиддхов (84 известных йогинов и Гуру) встречаются такие, как: мудрец Яджнявалькья (Яджнявалькьянатх); Нарада (которого почитают как Нараднатха). А с именем Капилы-муни, автором основных принципов философской системы санкхья, связывают Капилани-пантха.